# صناء كاذبة
صناء كاذبة (الاسم العلمي: Pseudoperonospora)، جنس فطور مجهرية من الطلائعيات البيضية تشتمل عدة أنواع معروفة بأنها تسبب عدوى البياض الدقيقي على النباتات.
تشمل الأنواع:
- Pseudoperonospora cannabina - يسبب البياض الدقيقي على القنب الهندي
- Pseudoperonospora cubensis - يسبب البياض الدقيقي على القرعية
- Pseudoperonospora humuli - يسبب البياض الدقيقي على الجنجل